# Czibit
Czibit (ros. Чибит) – wieś w Rosji, w Republice Ałtaju, w rejonie ułagańskim. W 2010 liczyła 651 mieszkańców.